# Шенкман, Адам
А́дам Ше́нкман (англ. Adam Shankman, род. 27 ноября 1964, Лос-Анджелес, Калифорния, США) — американский кинорежиссёр, продюсер, актёр, танцор, хореограф и телевизионный судья. Он начал свою профессиональную карьеру в музыкальном театре. Он снимался в качестве танцора в клипах Джанет Джексон и Полы Абдул. Также он работал хореографом для одного из туров группы «Spice Girls». В качестве кинорежиссёра он снял несколько фильмов: «Спеши любить», ремейк мюзикла «Лак для волос», «Рок на века» и др.

## Биография
Адам Шенкман родился в 27 ноября 1964 года Лос-Анджелесе, в семье высокого социального класса. Он получил традиционное еврейское воспитание. Он учился в престижной в США Джульярской школе, но бросил учебу, чтобы танцевать в музыкальном театре.
В марте 2008 года его фильм «Лак для волос» занял третье место в списке топ-доход американских мюзиклов за последние 30 лет.
Он является открытым геем.

## Фильмография

### Режиссёр
2001 — Свадебный переполох

2002 — Спеши любить

2003 — Детектив Монк (11 серия)

2003 — Дом вверх дном

2004 — Mystery Girl

2005 — Лысый нянька: Спецзадание

2005 — Оптом дешевле 2

2006 — Worst Week of My Life

2007 — Лак для волос

2008 — Prop 8: The Musical

2008 — Сказки на ночь

2010 — 82-я церемония награждения премии «Оскар»

2010 — Американская семейка (36 серия)

2010 — Coming Attraction

2010 — Хор (эпизод Хор ужасов Рокки Хоррора)

2011 — Bye, Bye Birdie

2012 — Рок на века

2012 — Хор (эпизод Реальный хор)

2019 — Чего хотят мужчины

2022 — Зачарованная 2

TBA — Человек с мешком

### Продюсер
2006 — Шаг вперёд

2007 — Предчувствие

2008 — Шаг вперёд 2: Улицы

2009 — Папе снова 17

2010 — Последняя песня

2010 — 82-я церемония награждения премии «Оскар»

2010 — Шаг вперёд 3D

2010 — На расстоянии любви

2012 — Рок на века

2014 — Шаг вперёд: Всё или ничего

### Сценарист
2011 — Хор (эпизод Горшок с золотом)